# Forza Horizon 5
Forza Horizon 5 ist ein Rennspiel, das von Playground Games entwickelt und von Xbox Game Studios veröffentlicht wurde. Es ist der fünfte Forza-Horizon-Teil und der zwölfte Hauptteil der Forza-Serie. Das Spiel spielt in einer fiktiven Darstellung von Mexiko. Es wurde am 9. November 2021 für Microsoft Windows, Xbox One und Xbox Series veröffentlicht, konnte jedoch ab dem 5. November bereits von Premium-Edition-Besitzern gespielt werden. Seit dem 25. April 2025 ist das Spiel auch für Playstation 5 Spieler erhältlich.

## Gameplay
Forza Horizon 5 ist ein Open-World-Rennspiel, das in Mexiko angesiedelt ist. Das Spiel verfügt über die größte Karte der gesamten Forza-Horizon-Reihe, die 50 % größer ist als die von Forza Horizon 4. Die Karte wurde von Creative Director Mike Brown als eine der abwechslungsreichsten Forza-Horizon-Karten beschrieben, die das Team bisher erstellt hat. Die Karte enthält Gebiete wie einen aktiven Caldera-Vulkan, Dschungel, Wüsten, Täler, einen Canyon und Strände sowie Städte wie Guanajuato. Die Spieler können die Open-World frei erkunden, aber auch an Multiplayer-Rennen teilnehmen und den Kampagnenmodus abschließen. Sowohl die über 850 Autos (darunter namhafte Hersteller wie Mercedes, Ferrari oder Lamborghini) im Spiel als auch die Spielfigur können umfangreich angepasst werden. Weitere Autohersteller sind:
Abarth, Acura, Alfa Romeo, Alpine, AMC, Apollo, Ariel, Ascari, Aston Martin, ATS, Audi, Austin-Healey, Auto Union, BAC, Bentley, BMW, Brabham, Bugatti, Buick, Cadillac, Can-Am, Caterham, Chevrolet, Datsun, DeLorean, Dodge, Donkervoort, Exomotive, Ferrari, Fiat, Ford, Formula Drift, Funco Motorsports, GMC, Hennessey, Holden, Honda, Hoonigan, HSV, Hummer, Hyundai, Infiniti, Italdesign, Jaguar, Jeep, Koenigsegg, KTM, Lamborghini, Lancia, Land Rover, Lexus, Local Motors, Lola, Lotus, Maserati, Mazda, McLaren, Mercedes-AMG, Mercedes-Benz, Mercury, Meyers, MG, Mini, Mitsubishi, Morgan, Morris, Mosler, Napier, Nissan, Noble, Oldsmobile, Opel, Pagani, Peel, Penhall, Peugeot, Plymouth, Polaris, Pontiac, Porsche, Radical, Raesr, RAM, Reliant, Renault, Rimac, Rivian, RJ Anderson, Saleen, Shelby, Subaru, Toyota, TVR, Ultima, Vauxhall, Volkswagen, Volvo, Vuhl, Willys, Xpeng und Zenvo.
Das Spiel ist das erste der Reihe, das Raytracing für Autos unterstützt (obwohl dies nur in ForzaVista, dem Rendermodus des Spiels, verfügbar ist).
Das Spiel führt ein neues Wettersystem (lokales Wetter) ein, bei dem die Spieler eine Seite der Karte besuchen und einen Sturm sehen können. Da Mexiko ein so riesiges Land mit einer so großen Bandbreite an Höhenlagen ist, würden im Spiel mehrere Klimazonen etwa zur gleichen Zeit auftreten. Die vier Jahreszeiten bleiben bestehen, wirken sich aber auf die elf einzigartigen Biome auf der Karte aus. In der Trockenzeit treten zum Beispiel Staubstürme auf, während in der Herbststurmsaison tropische Stürme auftreten. Ein weiteres Detail ist der Dschungel, in dem die Umgebung nun auf das Wetter reagiert; ein Beispiel dafür sind die überall herumfliegenden Blätter.
Mit dem Spiel wird eine brandneue Horizon Arcade eingeführt. Diese besteht aus einer Reihe von Mini-Multiplayer-Spielen, die über die Karte verteilt sind. Eines dieser Mini-Multiplayer-Spiele ist „Piñata pop“, bei dem das Frachtflugzeug des Horizon Festivals Piñatas abwirft. Ziel ist es, mit Hilfe der anderen Spieler so viele Piñatas wie möglich zum Platzen zu bringen. Außerdem wird das „EventLab“ eingeführt, ein Toolset, mit dem die Spieler je nach ihren persönlichen Vorlieben eigene Spiele, Rennen und mehr erstellen können. Eine neue Funktion namens „Forza Link“ wurde angekündigt. Laut Brown handelt es sich um einen KI-Assistenten, der den aktuellen Status der Spieler verfolgt und ihnen hilft, sich mit anderen Spielern online zu verbinden und gemeinsam zu spielen. Forza Link kann auch die GPS-Systeme der Spieler verbinden, wenn sie die Kolonnen-Einladung (Gruppeneinladung) eines anderen Spielers annehmen.

## Entwicklung
Forza Horizon 5 wurde von Playground Games entwickelt. Ziel des Teams war es, ein Spiel zu entwickeln, das deutlich größer ist als seine Vorgänger. Das Team wählte Mexiko als Schauplatz des Spiels aufgrund seiner vielfältigen und abwechslungsreichen Landschaft. Das Team hat sich mit mexikanischen Künstlern zusammengetan, um die Wandbilder im Spiel zu gestalten, und mit mexikanischen Musikern, um die Soundtracks im Spiel zu produzieren. Außerdem wurde ein Team nach Mexiko entsandt, um reale Licht- und Himmelsdaten zu erfassen. Das Spiel nutzte in großem Umfang photogrammetrische Daten, um die virtuelle Umgebung des Spiels so zu gestalten, dass sie ihrem realen Gegenstück ähnelt. Ein Beispiel dafür sind die Felsen an der Seite des Caldera-Vulkans, wo sie detailliert zu sehen sind. Einzelne Objekte, wie z. B. die Nadeln von Cholla-Kakteen, können ebenfalls vom Spiel angezeigt werden (allerdings ist dies bisher nur für Xbox-Series-Konsolen verfügbar).
Forza Horizon 5 wurde während der Präsentation von Microsoft und Bethesda auf der E3 2021 angekündigt. Das Spiel wurde am 9. November 2021 für Microsoft Windows, Xbox One und Xbox Series X/S veröffentlicht.

## Erweiterungen
Die erste Erweiterung Forza Horizon 5: Hot Wheels wurde am 19. Juli 2022 veröffentlicht und bietet unter anderem eine neue Spielwelt, die mit Hot-Wheels-Fahrbahnen ausgestattet ist sowie einige Fahrzeuge der Spielzeugauto-Marke Hot Wheels.
Die zweite Erweiterung wurde am 29. März 2023 veröffentlicht. Diese orientierte sich stark am Rallye-Motorsport und wurde mit entsprechenden Fahrzeugen (wie z. B. den 2001er Ford Focus RS oder den 2021er RJ Anderson RZR Pro 4 Truck) ausgestattet.

## Rezeption
Forza Horizon 5 erhielt überwiegend gute bis sehr gute Bewertungen. Die Rezensionsdatenbank Metacritic aggregiert 110 Rezensionen der Xbox-Series-X-Version zu einem Mittelwert von 92 aus 100 Punkten.

„Es ist ein spielerisches und visuelles Feuerwerk, das Playground Games hier zündet. Einsteigen, nicht groß nachdenken, Gas geben und Spaß haben. Wenn ein Rennspiel das mit Perfektion verkörpert, dann ist es die Forza-Horizon-Reihe – und Forza Horizon 5 ist der unbestrittene neue König des Genres. Nichts für Verfechter eines realistischen Rennerlebnisses, sondern für alle, die ohne große Komplexität ihrer Leidenschaft für schnelle Autos nachgehen, eine wunderschöne Welt erkunden und sehr, sehr lange was zu tun haben möchten.“

„Forza Horizon verteidigt auch im mittlerweile fünften Anlauf mit Leichtigkeit seinen Platz auf dem Thron der Arcade-Racer. Eine wunderschöne Spielwelt, motivierende Nebenaufgaben, eine klasse Fahrphysik und die so fröhliche Grundstimmung haben mich erneut zig Stunden vor die Xbox gefesselt. Doch, das muss ich auch sagen, zur Bezeichnung ‚Meisterwerk‘ hat es in diesem Jahr nicht gelangt. Und das liegt nicht daran, weil mich böse formuliert ein Forza 4 in Mexiko erwartet hat und mittlerweile die Übersättigung eingetreten ist. Das für Fans altbekannte Spielprinzip, das einen auf eine riesige Spielwiese voller Herausforderungen wirft, packt nach wie vor.“